# Chrysops gracilis
Chrysops gracilis är en tvåvingeart som beskrevs av Krober 1926. Chrysops gracilis ingår i släktet Chrysops och familjen bromsar. Inga underarter finns listade i Catalogue of Life.